# Цибарчи
Цибарчи (кайт. Цциберччи, дарг. Дзибарки) — покинутое село в Кайтагском районе Дагестана, в 
27 км к юго-западу от села Маджалис.

## География
Расположено на р. Тамахерк (бассейн р. Уллучай).

## История
Все население переселено в 1944 году во вновь образованный Шурагатский район (ныне Курчалоевский район) на место высланных чеченцев. После возвращения в 1954 году часть жителей поселяется в селе Чинар Дербентского района.

## Известные жители
- Магомедов Магомед С. (1970-1996) — младший сержант милиции, кавалер Ордена Мужества, погиб под с. Первомайское Хасавюртовского района)[1].